# Mosigkaui kastély
A mosigkaui kastély a németországi Dessautól 8 kilométerre délre, Mosigkau falu közelében található rokokó stílusú nyárilak, amely 1752-1757 között épült. Az első tervek valószínűleg a Sanssouci építészétől, Georg Wenzeslaus von Knobelsdorfftól származnak, de ténylegesen a dessaui Christian Friedrich Damm építette. Anna Vilhelmina anhalt–dessaui hercegnő, aki apjának, I. Lipót anhalt–dessaui hercegnek a kedvence volt, kellő nagyságú birtokkal és jövedelemmel rendelkezett ahhoz, hogy ezt a ragyogó kastélyt és parkot megvalósíttassa. Miután a kastély úrnője 1780-ban elhunyt, végakaratának megfelelően a kastély bekerült egy hajadonon maradt nemes hölgyek javára létesített alapítvány vagyonába, amely 1945-ig létezett.
1945 nyarától Walther Pflug foglalkozott a mosigakui kastély helyreállításával és megmentésével. 1947-ben Szászország–Anhalt tartomány elnöke a kastély kurátorává nevezte ki, majd 1951 és 1954 között ő lett a kastély első igazgatója.
A rokokó kert legvonzóbb látványossága a Narancsház a sok ritka – helyenként évszázados – dézsás növénnyel, amelyek nyaranta a kastély felé vezető főutat díszítik.
A kastélymúzeum gyűjteményében 17. és 18. századi festmények és műtárgyak találhatóak. A húsz terem közül építészetileg a stukkókkal gazdagon díszített galériaterem jelenti a csúcspontot. A terem falain flamand és holland mesterek festményei láthatóak, többek között Rubens, Anthony Van Dyck és Jacob Jordaens művei. Egyes termek, például az sárga-ezüstös kabinet és a zenekabinet eredeti állapotukban maradtak fenn, de a többi 17 teremben is található az eredeti berendezésből.

## Fordítás
- Ez a szócikk részben vagy egészben  a   Schloss Mosigkau című német Wikipédia-szócikk ezen változatának fordításán alapul.  Az eredeti cikk szerkesztőit annak laptörténete sorolja fel. Ez a jelzés csupán a megfogalmazás eredetét és a szerzői jogokat jelzi, nem szolgál a cikkben szereplő információk forrásmegjelöléseként.